# Commissario europeo di Malta
Il commissario europeo di Malta è un membro della Commissione europea proposto al Presidente della Commissione dal Governo di Malta.
Malta ha diritto ad un commissario europeo dal 1º maggio 2004, anno della sua adesione all'Unione europea.

## Lista dei commissari europei di Malta
| Commissario    | Competenza                                          | Commissione      | Periodo        | Partito |
| -------------- | --------------------------------------------------- | ---------------- | -------------- | ------- |
| Glenn Micallef | Equità intergenerazionale, giovani, cultura e sport | von der Leyen II | 2024-in carica | PL      |
| Helena Dalli   | Uguaglianza                                         | von der Leyen I  | 2019-2024      | PL      |
| Karmenu Vella  | Ambiente, Affari Marittimi e Pesca                  | Juncker          | 2014-2019      | PL      |
| Tonio Borg     | Salute e Politica dei Consumatori                   | Barroso II       | 2012-2014      | PN      |
| John Dalli     | Salute e Politica dei Consumatori                   | Barroso II       | 2010-2012      | PN      |
| Joe Borg       | Affari Marittimi e Pesca                            | Barroso I        | 2004-2010      | PN      |
| Joe Borg       | Sviluppo e Aiuti Umanitari                          | Prodi            | 2004           | PN      |